# Senátní obvod č. 19 – Praha 11
Senátní obvod č. 19 – Praha 11 podle zákona č. 247/1995 Sb. zahrnuje území městských částí Praha 11, Praha 15, Praha 22, Praha-Benice, Praha-Dolní Měcholupy, Praha-Kolovraty, Praha-Královice, Praha-Křeslice a Praha-Nedvězí.
Současnou senátorkou je od roku 2022 Hana Kordová Marvanová, nestranička za ODS. V Senátu je členkou Senátorského klubu ODS a TOP 09.

## Senátoři

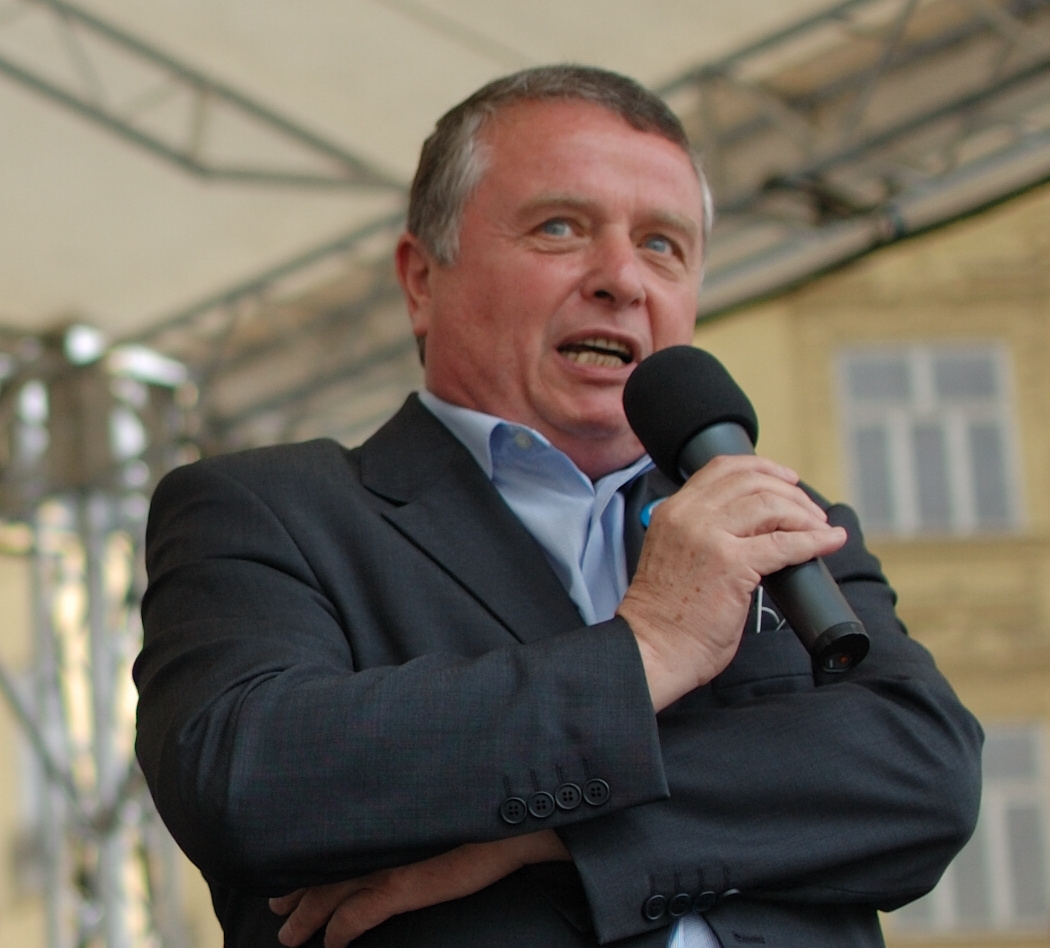
Václav Mencl
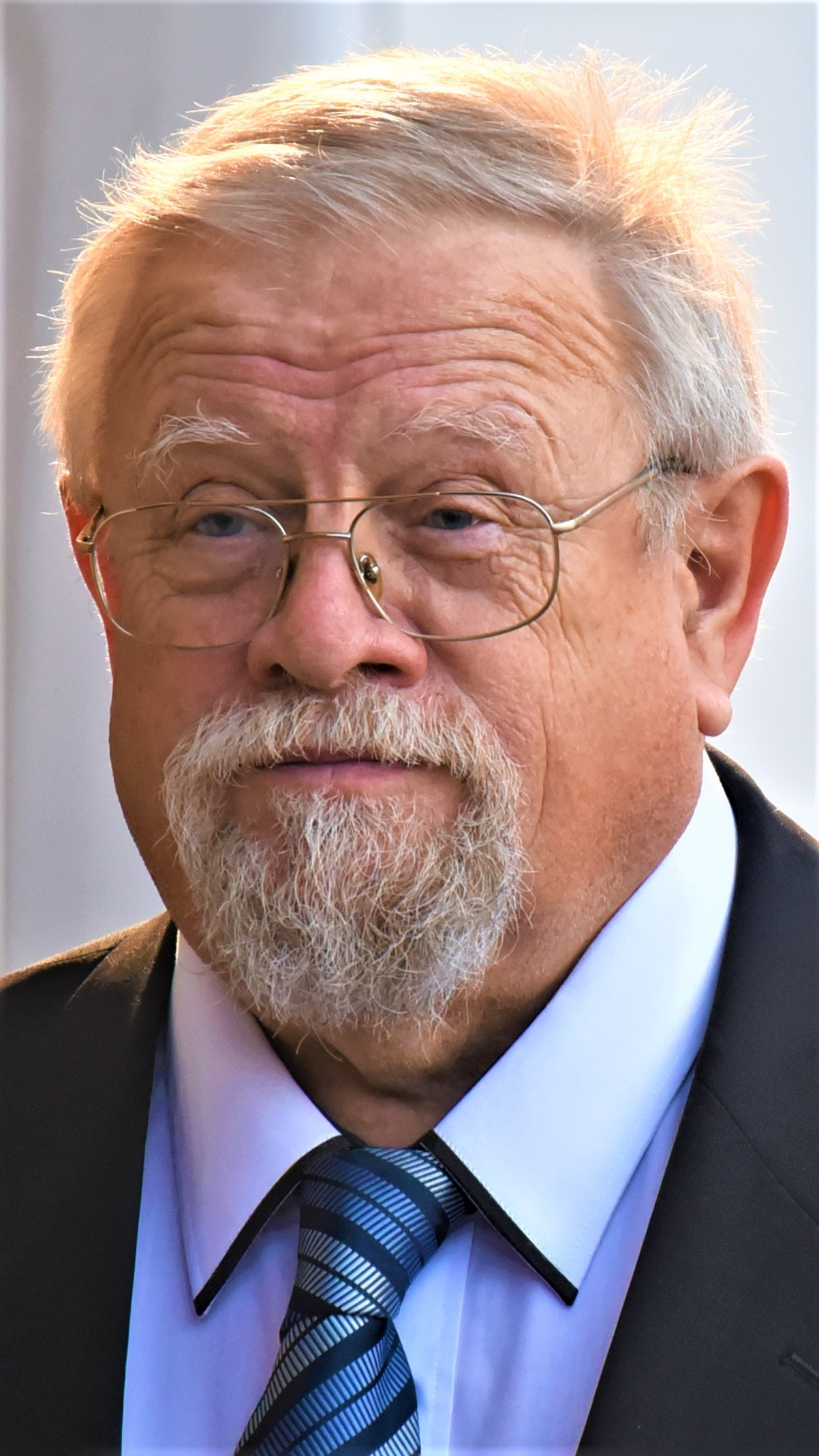
Daniel Kroupa
Jan Nádvorník
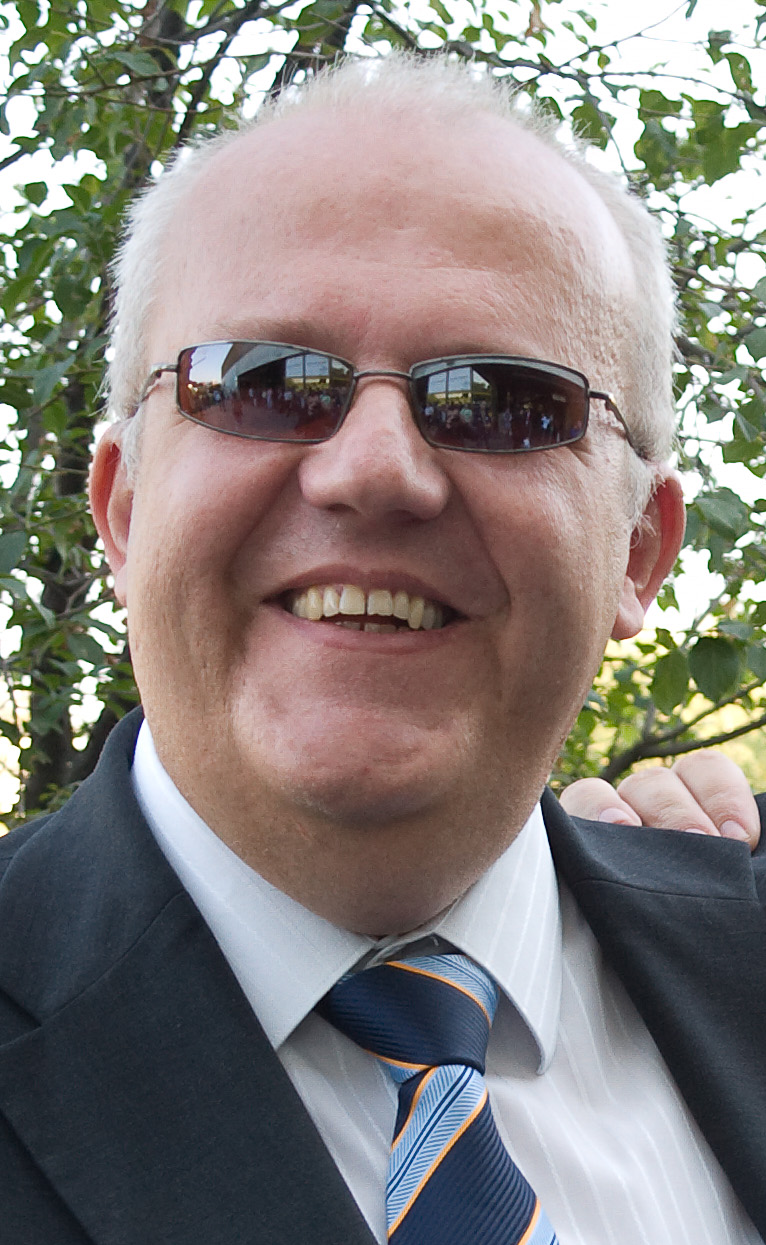
Milan Pešák
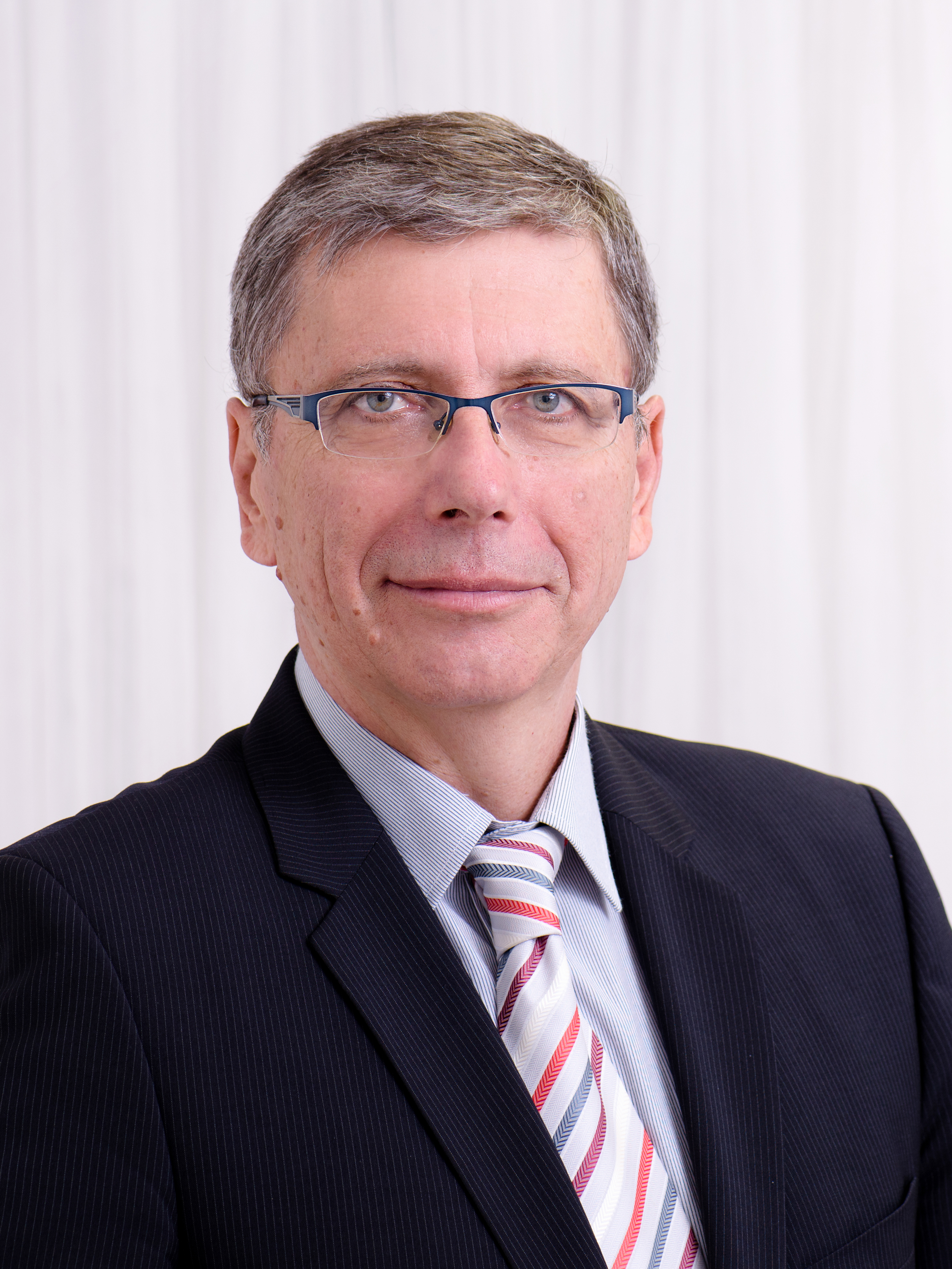
Ladislav Kos
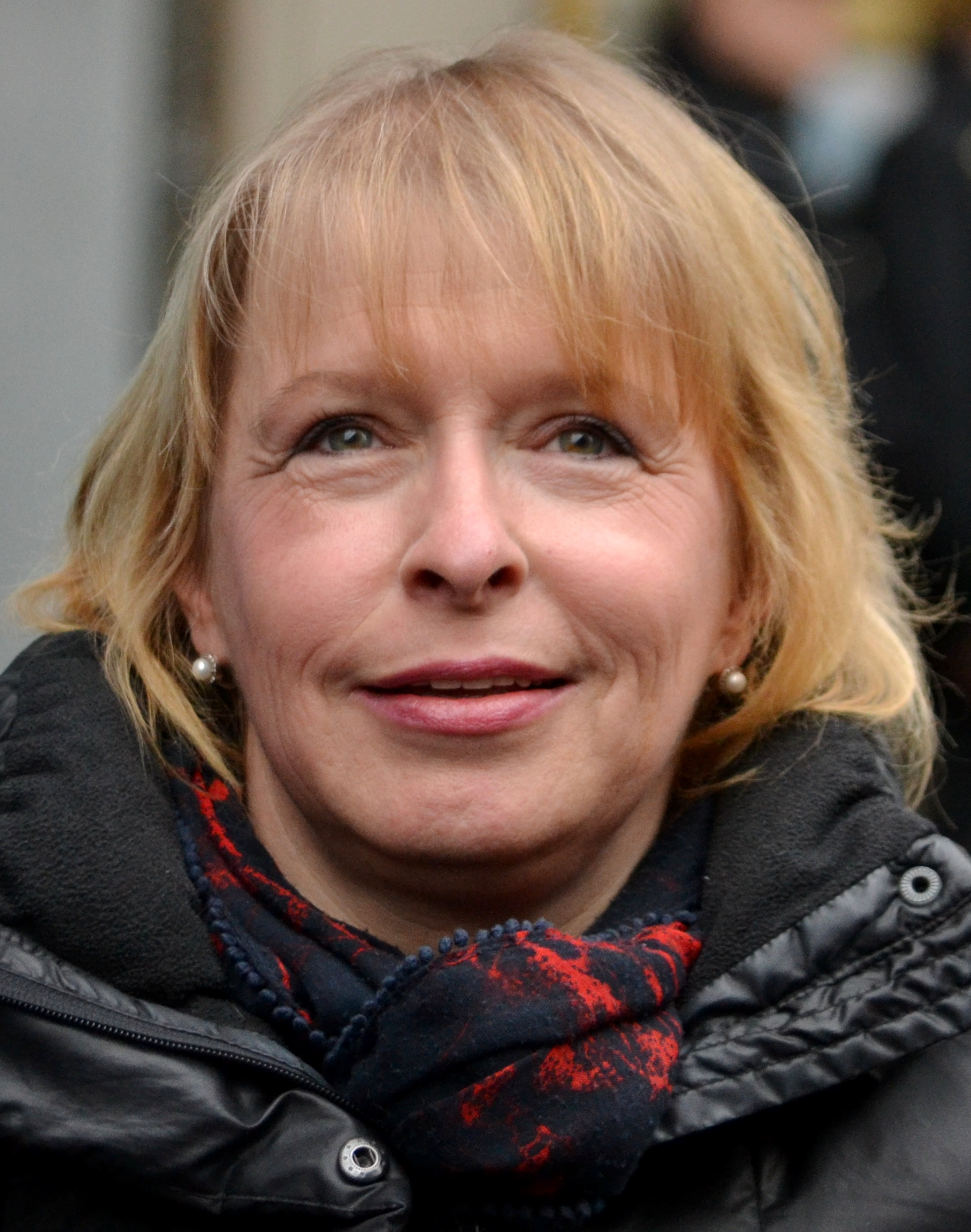
Hana Kordová Marvanová

| Volby | Volby       | Senátor                | Volební strana              | Navrhující strana | Politická příslušnost | Odkaz  |
| ----- | ----------- | ---------------------- | --------------------------- | ----------------- | --------------------- | ------ |
|       | 1996        | Václav Mencl           | ODS                         | ODS               | ODS                   | profil |
|       | 1998        | Daniel Kroupa          | 4KOALICE                    | 4KOALICE          | ODA                   | profil |
|       | 2004        | Jan Nádvorník          | ODS                         | ODS               | ODS                   | profil |
| 2010  | Milan Pešák | profil                 | ODS                         | ODS               | ODS                   |        |
|       | 2016        | Ladislav Kos           | HPP 11, KDU-ČSL, Piráti, SZ | HPP 11            | HPP 11                | profil |
|       | 2022        | Hana Kordová Marvanová | KDU-ČSL, ODS, TOP 09        | ODS               | BEZPP                 | profil |

## Vymezení senátního obvodu

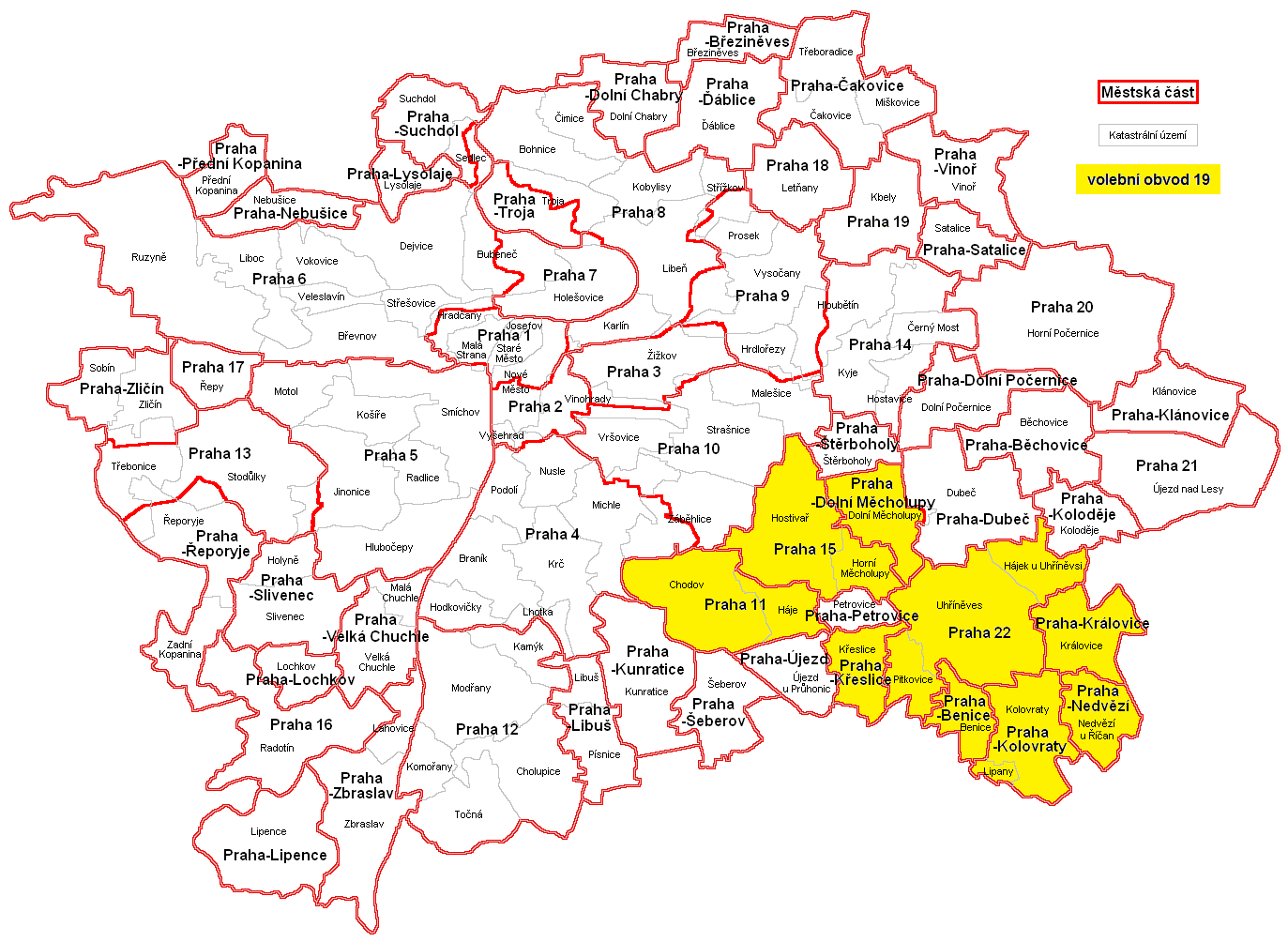
Senátní obvod č. 19 na mapě Prahy

Senátní obvod je tvořen městskými částmi Praha 11, Praha 15, Praha 22, Praha-Benice, Praha-Dolní Měcholupy, Praha-Kolovraty, Praha-Královice, Praha-Křeslice a Praha-Nedvězí. V minulosti byly jeho součástí také Praha-Petrovice, Praha-Dubeč, Praha-Štěrboholy a také části městských částí Praha 4 a Praha 10.

## Volby

### Rok 1996
| Kandidát | Kandidát                          | Volební strana | Navrhující strana | Politická příslušnost | Počet hlasů (1. kolo) | %     | Počet hlasů (2. kolo) | %     |
| -------- | --------------------------------- | -------------- | ----------------- | --------------------- | --------------------- | ----- | --------------------- | ----- |
|          | Ing. arch. Václav Mencl           | ODS            | ODS               | ODS                   | 18 915                | 47,81 | 23 847                | 63,70 |
|          | MUDr. Ivan David, CSc.            | ČSSD           | ČSSD              | ČSSD                  | 8 011                 | 20,25 | 13 590                | 36,30 |
|          | Ing. Mgr. Oldřich Kužílek         | ODA            | ODA               | ODA                   | 7 356                 | 18,59 | —                     | —     |
|          | doc. PhDr. Jaroslav Matějka, CSc. | KSČM           | KSČM              | KSČM                  | 4 090                 | 10,34 | —                     | —     |
|          | Ing. Dominik Chren                | NEZ            | NEZ               | BEZPP                 | 1 188                 | 3,00  | —                     | —     |

### Rok 1998
| Kandidát | Kandidát                          | Volební strana | Navrhující strana | Politická příslušnost | Počet hlasů (1. kolo) | %     | Počet hlasů (2. kolo) | %     |
| -------- | --------------------------------- | -------------- | ----------------- | --------------------- | --------------------- | ----- | --------------------- | ----- |
|          | Mgr. Daniel Kroupa                | 4KOALICE       | 4KOALICE          | ODA                   | 10 399                | 28,66 | 14 150                | 57,78 |
|          | Ing. arch. Václav Mencl           | ODS            | ODS               | ODS                   | 12 343                | 34,01 | 10 338                | 42,22 |
|          | PaedDr. Zdeněk Šarapatka          | ČSSD           | ČSSD              | ČSSD                  | 6 180                 | 17,03 | —                     | —     |
|          | doc. PhDr. Jaroslav Matějka, CSc. | KSČM           | KSČM              | KSČM                  | 3 844                 | 10,59 | —                     | —     |
|          | MUDr. Karel Hurt, CSc., MSc.      | SZ             | SZ                | BEZPP                 | 3 523                 | 9,71  | —                     | —     |

### Rok 2004
Volby se konaly 5. a 6. listopadu (1. kolo) a 12. a 13. listopadu (2. kolo). Třetí z prvního kola, starosta Křeslic Antonín Zápotocký, volby napadl u Nejvyššího správního soudu. Namítal, že o něm byly publikovány nepravdivé informace v radničních novinách, Uhříněveském zpravodaji a Petrovickém zpravodaji (ten, jinak vydáván v nákladu 2 700 výtisků, před volbami vyšel v nákladu 50 000 výtisků), a tedy volební kampaň neprobíhala čestně a poctivě. Nejvyšší správní soud námitky navrhovatele uznal a usnesením z 3. prosince 2004 platnost voleb zrušil. Vítěz voleb, starosta Prahy 15 Jan Nádvorník, toto rozhodnutí úspěšně napadl u Ústavního soudu, který ho nálezem z 26. ledna 2005 zrušil.
| Kandidát | Kandidát               | Volební strana | Navrhující strana | Politická příslušnost | Počet hlasů (1. kolo) | %     | Počet hlasů (2. kolo) | %     |
| -------- | ---------------------- | -------------- | ----------------- | --------------------- | --------------------- | ----- | --------------------- | ----- |
|          | Jan Nádvorník          | ODS            | ODS               | ODS                   | 10 201                | 39,65 | 10 407                | 55,04 |
|          | Ing. Petr Jirava       | SNK ED         | SNK ED            | SNK ED                | 3 689                 | 14,33 | 8 500                 | 44,95 |
|          | Ing. Antonín Zápotocký | KDU-ČSL        | KDU-ČSL           | KDU-ČSL               | 3 364                 | 13,07 | —                     | —     |
|          | Jaroslava Dlouhá       | KSČM           | KSČM              | KSČM                  | 3 085                 | 11,99 | —                     | —     |
|          | Mgr. Daniel Kroupa     | CZ             | CZ                | BEZPP                 | 3 011                 | 11,70 | —                     | —     |
|          | MUDr. Ivan David, CSc. | ČSSD           | ČSSD              | ČSSD                  | 2 131                 | 8,28  | —                     | —     |
|          | Ing. Petr Hoffmann     | NEZ            | NEZ               | NEZ                   | 245                   | 0,95  | —                     | —     |

### Rok 2010
1. kolo voleb se konalo 15. a 16. října spolu s obecními volbami, účast v něm byla 44,94 %. Do druhého kola postoupil z prvního místa Milan Pešák, z druhého pak Ladislav Kárský.
| Kandidát | Kandidát                             | Volební strana | Navrhující strana | Politická příslušnost | Počet hlasů (1. kolo) | %     | Počet hlasů (2. kolo) | %     |
| -------- | ------------------------------------ | -------------- | ----------------- | --------------------- | --------------------- | ----- | --------------------- | ----- |
|          | PhDr. Milan Pešák                    | ODS            | ODS               | ODS                   | 10 671                | 26,20 | 15 017                | 56,70 |
|          | PaedDr. Mgr. Ladislav Kárský         | ČSSD           | ČSSD              | ČSSD                  | 8 304                 | 20,39 | 11 464                | 43,29 |
|          | doc. Ing. Josef Zieleniec, CSc.      | VV             | VV                | BEZPP                 | 7 516                 | 18,45 | —                     | —     |
|          | Mgr. Pavel Hlaváč                    | TOP 09         | TOP 09            | TOP 09                | 5 130                 | 12,59 | —                     | —     |
|          | Ing. Jana Čunátová                   | KSČM           | KSČM              | KSČM                  | 2 963                 | 7,27  | —                     | —     |
|          | prof. PhDr. Miloslav Bednář, CSc.    | Svobodní       | Svobodní          | Svobodní              | 2 154                 | 5,28  | —                     | —     |
|          | Ing. Mgr. Bc. Ladislav Bátora, Ph.D. | Suverenita     | Suverenita        | BEZPP                 | 1 396                 | 3,42  | —                     | —     |
|          | Pavel Přeučil                        | ČPS            | ČPS               | BEZPP                 | 1 131                 | 2,77  | —                     | —     |
|          | Augustin Bubník                      | SNK ED         | SNK ED            | BEZPP                 | 964                   | 2,36  | —                     | —     |
|          | MUDr. Peter Ondrejka                 | ČSNS 2005      | ČSNS 2005         | BEZPP                 | 496                   | 1,21  | —                     | —     |

### Rok 2016
Ve volbách kandidovalo 13 kandidátů. V prvním kole zvítězila bývalá ministryně spravedlnosti, politička a právnička Helena Válková (ANO 2011). Druhý skončil zastupitel Městské části Praha 11, politik a technik Ladislav Kos (Hnutí pro Prahu 11), třetí lékařka Miroslava Skovajsová (ČSSD), čtvrtý místostarosta MČ Praha 11 a politolog Jakub Lepš (TOP 09) a pátá bývalá starostka MČ Praha 11, politička a programátorka Marta Šorfová (ODS). Všichni získali v prvním kole přes 10 % hlasů voličů. V druhém kole zvítězil nad Helenou Válkovou Ladislav Kos.
| Kandidát | Kandidát                          | Volební strana              | Navrhující strana | Politická příslušnost | Počet hlasů (1. kolo) | %     | Počet hlasů (2. kolo) | %     |
| -------- | --------------------------------- | --------------------------- | ----------------- | --------------------- | --------------------- | ----- | --------------------- | ----- |
|          | Ing. Ladislav Kos                 | HPP 11, KDU-ČSL, Piráti, SZ | HPP 11            | HPP 11                | 4 702                 | 16,67 | 9 639                 | 55,89 |
|          | prof. JUDr. Helena Válková, CSc.  | ANO                         | ANO               | ANO                   | 5 423                 | 19,23 | 7 607                 | 44,10 |
|          | MUDr. Miroslava Skovajsová, Ph.D. | ČSSD                        | ČSSD              | BEZPP                 | 4 349                 | 15,42 | —                     | —     |
|          | Mgr. Jakub Lepš, M.A.             | TOP 09, STAN                | TOP 09            | TOP 09                | 3 972                 | 14,09 | —                     | —     |
|          | Marta Šorfová                     | ODS                         | ODS               | ODS                   | 3 137                 | 11,12 | —                     | —     |
|          | Petr Sýkora                       | JM-ND                       | JM-ND             | JM-ND                 | 1 560                 | 5,53  | —                     | —     |
|          | Věra Příhodová                    | SPD                         | SPD               | SPD                   | 1 191                 | 4,22  | —                     | —     |
|          | Ing. Jana Čunátová                | KSČM                        | KSČM              | KSČM                  | 944                   | 3,34  | —                     | —     |
|          | Jan Koukal                        | SsČR                        | SsČR              | BEZPP                 | 815                   | 2,89  | —                     | —     |
|          | Vlastimil Vilímec                 | HPP                         | HPP               | HPP                   | 673                   | 2,38  | —                     | —     |
|          | Mgr. Petr Hanning                 | Rozumní                     | Rozumní           | Rozumní               | 662                   | 2,34  | —                     | —     |
|          | PhDr. Věra Hollerová              | KSČ                         | KSČ               | KSČ                   | 554                   | 1,96  | —                     | —     |
|          | PhDr. Martin Vacek, MBA           | HOZK                        | HOZK              | HOZK                  | 208                   | 0,73  | —                     | —     |

### Rok 2022
Ve volbách v roce 2022 obhajoval svůj mandát za Zelené, HPP 11 a SEN 21 senátor Ladislav Kos. Mezi jeho 7 vyzyvatelů patřil bezpečnostní expert David Bohbot za Svobodné, bývalý primátor Prahy Tomáš Hudeček, který kandidoval jako nezávislý, kandidátkou koalice SPOLU (ODS, KDU-ČSL, TOP 09) byla zastupitelka hl. města Prahy Hana Kordová Marvanová. Kandidovali také právnička Šárka Oharková za PES, bývalý premiér Vladimír Špidla za ČSSD, architekt Milan Urban za SPD a zastupitel Prahy 11 Robert Vašíček jako nestraník za ČSNS.
V prvním kole zvítězila Hana Kordová Marvanová a do druhého kola postoupila spolu s Ladislavem Kosem. V druhém kole Hana Kordová Marvanová zvítězila, když obdržela 67,87 % hlasů. Volební účast v prvním kole, které se konalo spolu s komunálními volbami, činila 43,84 %, volební účast v druhém kole pak 18,65 %.
| Kandidát | Kandidát                        | Volební strana         | Navrhující strana | Politická příslušnost | Počet hlasů (1. kolo) | %     | Počet hlasů (2. kolo) | %     |
| -------- | ------------------------------- | ---------------------- | ----------------- | --------------------- | --------------------- | ----- | --------------------- | ----- |
|          | JUDr. Hana Kordová Marvanová    | KDU-ČSL, ODS, TOP 09   | ODS               | BEZPP                 | 15 080                | 39,02 | 11 764                | 67,87 |
|          | Ing. Ladislav Kos               | Zelení, HPP 11, SEN 21 | HPP 11            | HPP 11                | 6 524                 | 16,88 | 5 569                 | 32,12 |
|          | doc. RNDr. Tomáš Hudeček, Ph.D. | NK                     | NK                | BEZPP                 | 5 653                 | 14,63 | —                     | —     |
|          | Dr. Ing. Milan Urban            | SPD                    | SPD               | SPD                   | 5 157                 | 13,34 | —                     | —     |
|          | PhDr. Vladimír Špidla           | ČSSD                   | ČSSD              | ČSSD                  | 3 221                 | 8,33  | —                     | —     |
|          | David Bohbot, MBA               | Svobodní               | Svobodní          | Svobodní              | 1 373                 | 3,55  | —                     | —     |
|          | Bc. Robert Vašíček              | ČSNS                   | ČSNS              | BEZPP                 | 968                   | 2,50  | —                     | —     |
|          | Mgr. Šárka Oharková             | PES                    | PES               | PES                   | 663                   | 1,71  | —                     | —     |

## Volební účast
|  | nejvyšší volební účast |  | nejnižší volební účast |

| Rok  | % (1. kolo) | % (2. kolo) |
| ---- | ----------- | ----------- |
| 1996 | 38,85       | 36,76       |
| 1998 | 37,33       | 23,64       |
| 2004 | 25,33       | 18,61       |
| 2010 | 44,94       | 27,33       |
| 2016 | 29,56       | 18,01       |
| 2022 | 43,84       | 18,65       |